# Hynek Holub

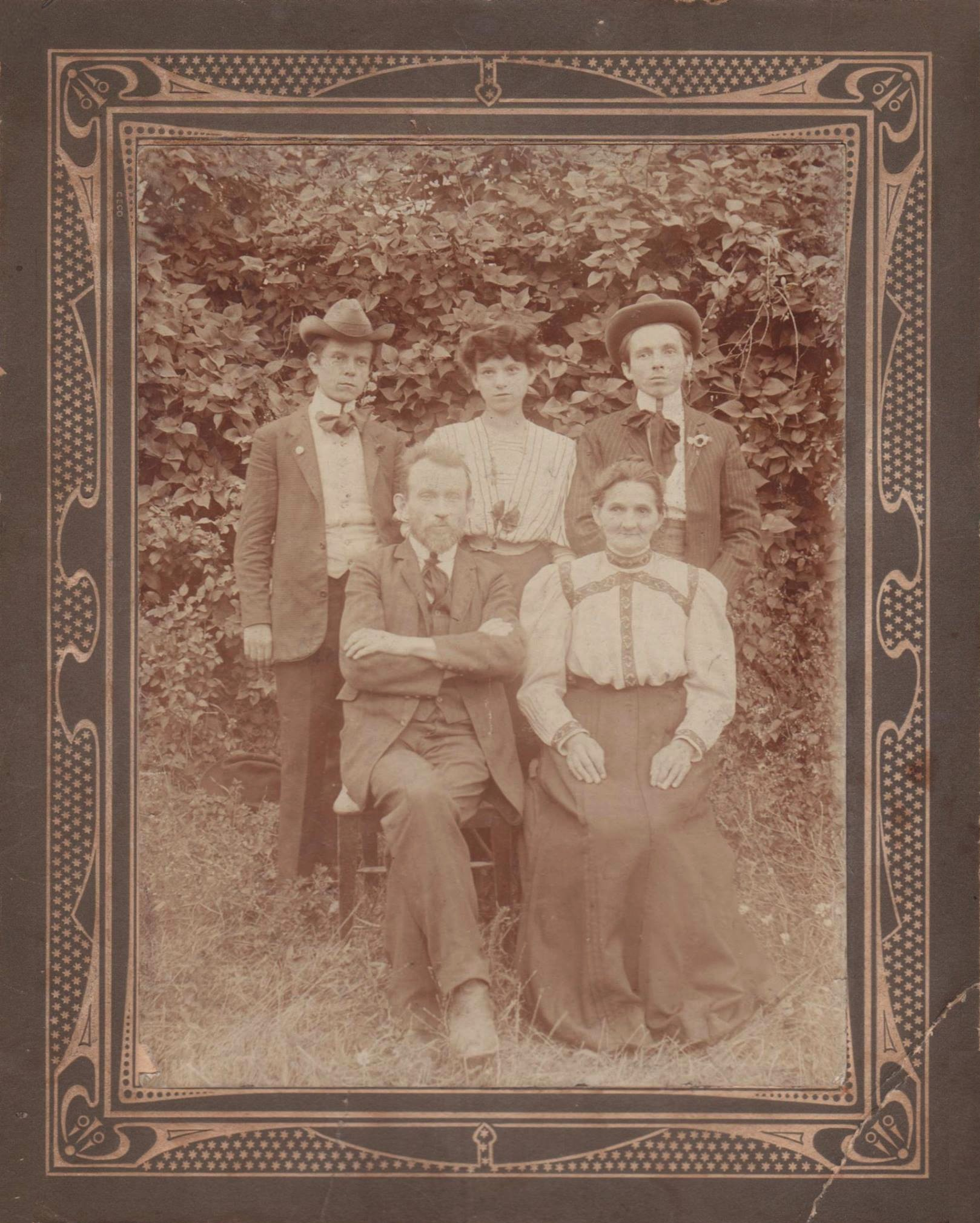
Rodina duchcovského anarchisty Hynka Holuba. Dole sedí Hynek Holub s manželkou Barborou. Nahoře zleva syn Václav, dcera Vlasta (později Kuklová) a syn Bohumil, který byl za protektorátu nacisty popraven za odbojovou činnost.

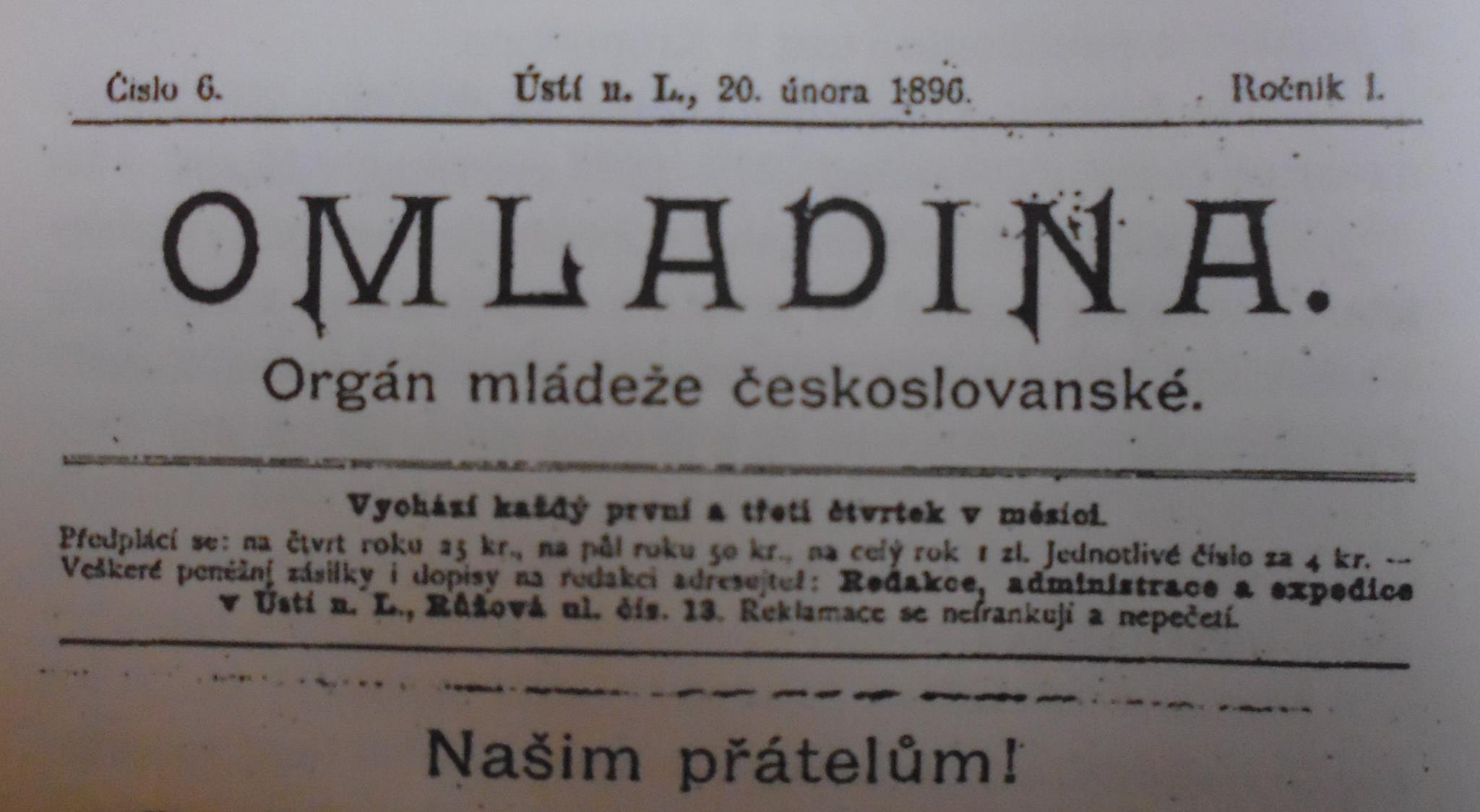
Anarchistický časopis Omladina roku 1898 vydávaný v Ústí nad Labem

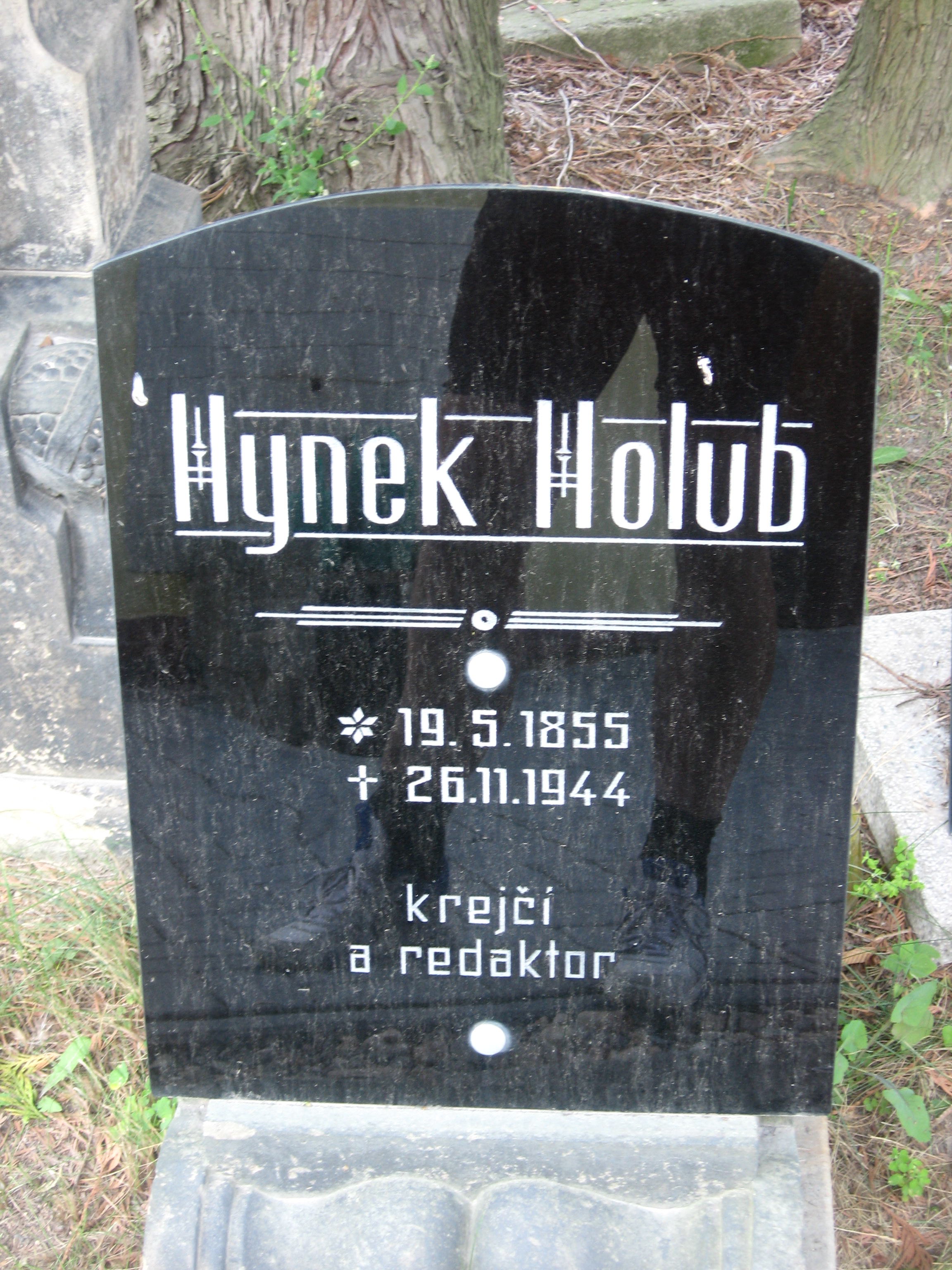
Hrob Hynka Holuba na Duchcovském hřbitově

Hynek Holub, křtěný Ignác (19. května 1855 Možděnice - 26. listopadu 1944 Mladá Boleslav) byl český redaktor, novinář, anarchista a revolucionář.

## Život
Hynek Holub se narodil v obci Možděnice v chudé rodině tkalce Jana Holuba a jeho ženy Marie rozené Lukášové z Možděnic. Zprvu navštěvoval moštěnickou malotřídku a za dalším vzděláním odešel do Hlinska, kde se v roce 1866 vyučil krejčovskému řemeslu. Jako tovaryš vandroval ponejprv do Vídně, odtud do Hamburku a nakonec skončil v Praze. Odtud zavítal do Hradce Králové, kde pobýval delší čas a zabýval se samostudiem. Stýkal se zde se studenty, od nichž si vypůjčoval učebnice a naučnou literaturu a také se poprvé seznámil s myšlenkami svobody, rovnosti, s ideály socialismu.
Po krátkém pobytu v Drážďanech se v 80. létech 19. století usadil v České Lípě, kde pracoval v místním dělnickém spolku. Pro rozšiřování Dělnických listů byl však brzy propuštěn z práce. Mezitím se oženil s Barborou Jiříkovskou, dcerou kováře z Krušovic, s níž měl 4 děti, Václava, Vlastu, Růženu (1881) a Bohumila (1885). Následně se odstěhoval zpět do Hlinska, kde se věnoval krejčovské živnosti a také se mu zde narodila dcera Růžena (1881) a syn Bohumil (1885). S tím jak se šířily pověsti o jeho názorech a socialistickém smýšlení, tak mu postupně ubývalo i zákazníků.
Poté se vrátil do České Lípy, kde se již naplno věnoval propagaci socialistických myšlenek a práci mezi zdejším proletariátem. Výsledkem jeho zdejších aktivit bylo následné udání tehdejší rakouské policii, ale díky včasnému varování uprchl i s rodinou do Mladé Boleslavi, kde roku 1890 založil spolek Svornost a nezůstal nic dlužen své pověsti průkopníka dělnického hnutí. Jakožto protřelý agitátor působil rovněž na Trutnovsku, Železnobrodsku i Tanvaldsku a nemohlo být divu, že se zde stal opět trnem v oku policejním špiclům a říšským úřadům. Policejní prohlídky byly u Holubů na denním pořádku, ty se pak zostřily po odhalení spojení mezi Holubem a Vilémem Körberem a mnoha dalšími osobnostmi hnutí neodvislých socialistů. Na jaře roku 1895 před soudem s tzv. Vosími hnízdy hrdě obhajoval své anarchistické přesvědčení a na podzim téhož roku byl zvolen nakladatelem, vydavatelem a redaktorem časopisu Omladina, jehož první číslo vydal 7. listopadu 1895 v Ústí nad Labem. Po vydání čtyř čísel časopisu byl odveden v řetězech, delší dobu byl vyšetřován pro podezření z velezrady, avšak pro nedostatek důkazů byl však propuštěn, ale redakci bylo nutné přenést do Mostu. Hynek Holub tehdy žil v Záluží u Mostu a zde se následně podílel na organizaci hornické generální stávky v září roku 1896. Po úředním vypovězení ze Záluží se odstěhoval do Duchcova, kde 11. února 1897 zorganizoval týdenní stávku sedmi set dětí za českou školu. Od 3. března téhož roku pokračoval ve vydávání časopisu Omladina a k policejní šikaně se připojila i zloba německého buržoazie.
Perzekuce a bída Hynka Holuba na čas vyhnala za oceán, kde v Brazílii hledal lepší podmínky pro život. Během svého krátkého pobytu mezi krajany nezahálel a účastnil se mnoha dělnických schůzí. Po roce se vrátil zpět na sever Čech, kde v roce 1902 začal vydávat časopis Duch českého severu, mezi jehož přispěvatele patřil i Stanislav Kostka Neumann. Kromě Neumanna byl u Holubů častým hostem i Bohuslav Vrbenský a upřímné přátelství jej pojilo také s Karlem Tomanem a Fráňou Šrámkem. Se záměrem založit nový časopis odjel Holub do Plzně, zde nějaký čas pobyl, avšak z plánu sešlo a přes Mladou Boleslav se vrátil zpět do Duchcova. Od roku 1908 bydlel v podkroví duchcovského Českého domu, koncem října se setkal s T. G. Masarykem a v prosinci téhož roku díky jeho iniciativě znovu vyvrcholily boje za českou školu. Na počátku první světové války byl znovu zatčen, měl být internován, ale vzhledem k jeho stáří byl v jeho případě uznán jako postačující, policejní dohled. Přesto se koncem války se skupinou Vrbenského aktivně zúčastnil protirakouského odboje. 
V nově vzniklém Československu se stal předsedou revolučního národního výboru v Duchcově a členem představenstva Ústředního národního výboru menšinového pro severní Čechy. Odmítl však nabízený poslanecký mandát a pracoval dále jako krejčí. Znovu se začal věnovat agitační činnosti a v roce 1923 redigoval v Duchcově časopis Socialistický bezvěrec. Počátkem 30. let spolu se skupinou neodvislých socialistů kolem Vrbenského přešel do Komunistické strany Československa. Ve značně pokročilém věku se aktivně podílel na antifašistickém odboji. Na sklonku života odešel ke své dceři do Mladé Boleslavi, kde zemřel koncem listopadu 1944.
Jeho ostatky byly v roce 1985 uloženy na duchcovský hřbitov a druhotně tam byl umístěn i pomníček jeho manžely Barbory Holubové.